# Điền kinh tại Đại hội Thể thao châu Á 2018 – Chạy vượt rào 400 m nữ
Nội dung Chạy vượt rào 400 m nữ tại Đại hội Thể thao châu Á 2018 được tổ chức vào 2 ngày 26 và 27 tháng 8 năm 2018 tại Sân vận động Gelora Bung Karno, Trung Jakarta, Jakarta.
Ban đầu, vận động viên người Bahrain Kemi Adekoya là người giành huy chương vàng. Nhưng sau đó Đơn vị Liêm chính Điền kinh (AIU – Athletics Integrity Unit) thuộc IAAF đã công bố cô dương tính với chất doping Stanozolol nên toàn bộ thành tích của cô tại kỳ Đại hội này đều bị tước bỏ. Qua đó, vận động viên Quách Thị Lan của đoàn Việt Nam được trao lại huy chương vàng ở nội dung này.

## Lịch thi đấu
Tất cả thời gian tính theo giờ phía Tây Indonesia (UTC+07:00)
| Ngày                          | Thời gian | Nội dung  |
| ----------------------------- | --------- | --------- |
| Chủ nhật, 26 tháng 8 năm 2018 | 10:30     | Vòng 1    |
| Thứ hai, 27 tháng 8 năm 2018  | 18:45     | Chung kết |

## Kỷ lục
Trước cuộc thi này, các kỷ lục thế giới, châu Á và của các kỳ Đại hội trước vẫn còn tồn tại như sau.
| Kỷ lục thế giới | Yuliya Pechonkina (RUS)             | 52.34 | Tula, Liên bang Nga                         | 8 tháng 8 năm 2003                      |
| Kỷ lục châu Á   | Han Qing (CHN) · Song Yinglan (CHN) | 53.96 | Bắc Kinh, Trung Quốc Quảng Châu, Trung Quốc | 9 tháng 9 năm 1993 22 tháng 11 năm 2001 |
| Kỷ lục Đại hội  | Kemi Adekoya (BRN)                  | 55.09 | Incheon, Hàn Quốc                           | 30 tháng 9 năm 2014                     |

## Kết quả

### Vòng 1
Quy tắc: 3 vận động viên đứng đầu mỗi lượt (Q) và 2 vận động viên có thành tích tốt tiếp theo (q) sẽ đi tiếp vào lượt chạy chung kết.

#### Lượt 1
| Rank | Athlete                   | Time    | Notes |
| ---- | ------------------------- | ------- | ----- |
| 1    | Aminat Yusuf Jamal (BRN)  | 57.01   | Q     |
| 2    | Eri Utsunomiya (JPN)      | 57.99   | Q     |
| 3    | Dipna Lim Prasad (SGP)    | 58.93   | Q     |
| 4    | Jauna Murmu (IND)         | 59.20   | q     |
| 5    | Adelina Akhmetova (KAZ)   | 1:00.08 |       |
| 6    | Mo Jiadie (CHN)           | 1:00.62 |       |
| 7    | Kristina Pronzhenko (TJK) | 1:01.21 |       |

#### Lượt 2
| Hạng | Vận động viên              | Thành tích | Ghi chú            |
| ---- | -------------------------- | ---------- | ------------------ |
| 1    | Kemi Adekoya (BRN)         | 54.87      | Q, Bản mẫu:AsianGR |
| 2    | Quách Thị Lan (VIE)        | 55.74      | Q                  |
| 3    | Anu Raghavan (IND)         | 56.77      | Q                  |
| 4    | Huang Yan (CHN)            | 58.31      | q                  |
| 5    | Merjen Ishanguliyeva (KAZ) | 59.32      |                    |
| 6    | Mariam Mamdouh Farid (QAT) | 1:13.27    |                    |

### Chung kết
| Hạng | Vận động viên            | Thành tích | Ghi chú         |
| ---- | ------------------------ | ---------- | --------------- |
| 1    | Quách Thị Lan (VIE)      | 55.30      |                 |
| 2    | Aminat Yusuf Jamal (BRN) | 55.65      |                 |
| 3    | Anu Raghavan (IND)       | 56.92      |                 |
| 4    | Huang Yan (CHN)          | 57.48      |                 |
| 4    | Jauna Murmu (IND)        | 57.48      |                 |
| 6    | Eri Utsunomiya (JPN)     | 58.97      |                 |
| 7    | Dipna Lim Prasad (SGP)   | 59.68      |                 |
| DQ   | Kemi Adekoya (BRN)       | 54.48      | Bản mẫu:AsianGR |